# Шёпот (фильм, 1995)
«Шёпот» (англ. The Whispering) — фильм в жанре ужасов, снятый режиссёром Грэгори Гиресом, в 1995 году.

## Сюжет
Сотрудник страхового агентства Питер Ранскет расследует серию самоубийств. Их смысл непонятен. Он расспрашивает знакомую одного из самоубийц, Лизу Смитс. Только постепенно он догадывается, что же толкнуло всех этих людей на самоубийство. Загадочная фигура, которая появляется на фиолетовом фоне, и что-то шепчет. Что-то такое, что заставляет человека убить себя.

## В ролях
- Питер Ранскет — Лейф Гаррет
- Лиза Смитс — Лесли Данон

## Создатели фильма
- Режиссёр — Грэгори Гирес
- Сценарий — Лесли Данон и Остин Рид
- Продюсеры — Лесли Данон, Грэгори Гирес, Стюарт Ханна
- Оператор — Самюэл Амин
- Композитор — Марко Белтрами
- Художник — Кэти Дженкинс